# Mensch, Natur und Kultur
Mensch, Natur und Kultur (kurz: MNK, MeNuK) war ein zum Schuljahr 2004/2005 eingeführter Fächerverbund in den Grundschulen des Landes Baden-Württemberg. Er ersetzte im Wesentlichen das vorherige Fach Heimat- und Sachunterricht (HUS).
Der neue Fächerverbund Mensch, Natur und Kultur fasste die bisherigen Unterrichtsfächer Sachunterricht, Musik, Kunst und Textiles Werken zusammen. Damit umfasste der neugebildete Fächerverbund ein breites Spektrum an unterschiedlichen Zugangsweisen.
Die naturwissenschaftlichen Kenntnisse und Fertigkeiten aus dem Fach MNK wurden am Gymnasium im Fach Naturphänomene weiterentwickelt.
Mit dem Bildungsplan 2016 wurde Mensch, Natur und Kultur wieder abgeschafft. Dafür wurde das Fach Sachunterricht eingeführt.